# Black Burdekin River
Black Burdekin River är ett vattendrag i Australien. Det ligger i delstaten Queensland, omkring 1 300 kilometer nordväst om delstatshuvudstaden Brisbane.
I omgivningarna runt Black Burdekin River växer huvudsakligen savannskog. Trakten runt Black Burdekin River är nära nog obefolkad, med mindre än två invånare per kvadratkilometer. Genomsnittlig årsnederbörd är 1 260 millimeter. Den regnigaste månaden är februari, med i genomsnitt 317 mm nederbörd, och den torraste är september, med 6 mm nederbörd.